# غازي الدين حيدر شاه
غَازي الدِينِ رَفعَةُ الدَّولةِ أبُو المُظَفَرِ حَيدَر خَان شَاه (بالهندية: नवाब ग़ाज़ीउद्दीन हैदर؛ بالأردية: غازی الدین رفاعت الدولہ ابو المظفر حیدر خان) (1769م – 19 تشرين الأول 1827م) هو سابع وآخر نواب أوده المتوج باللقب الملكي الأول في دولة أوده في الهند، تولى الحكم بعد وفاة أبيه سعادت علي خان الثاني ليتقلد منصب نواب في لكنهؤ 11 تموز 1814 ومن ثم توج بلقب پادشاه آي أوده (ملك أوده) ليكون أول حامل للقب ملك أوده بتاريخ 19 تشرين الأول 1818م حتى توفي بقصر فرحات بخش في العاصمة لكنهؤ بتاريخ 19 تشرين الأول 1827م.

## الحياة
غازي الدين حيدر هو الإبن الثالث للنواب سعادت علي خان الثاني ووالدته مشير زادي. من سلالة نواب أوده التي حكمتها منذ 1722، أصبح نواب وزير أوده بتاريخ 11 تموز 1814 بعد وفاة والده خان الثاني.

## مبكر الحكم
بعد عامين من تسلمه ناواب أوده وتحديداً عام 1816، أقرض غازي الدين مبلغاً بقيمة 1 كرور روبية لبريطانيا نتيجة لحرب النيبال، أجرت شركة الهند الشرقية بعض التعديلات الإقليمية من أجل تصفية القرض لغازي الدين خان. ليتنازلوا له عن منطقتي نوابجونجي وخيريجونج (اللائي اخذتا من أوده عام 1801). جنباً الى جنب مع أراضي تيراي.

## التتويج الملكي
بتاريخ 19 تشرين الأول 1818، تحت تأثير مركيز الحاكم البريطاني لرئاسة فورت ويليام (البنغال)، أعلن النواب غازي الدين نفسه بادشاه آي أوده (ملك أوده). اعتقد اللورد هاستينغز أنه إذا تم تعيين غازي الدين ملكًا، فسيكون ثقلًا موازنًا مفيدًا لإمبراطور دلهي. وبناءً على ذلك تم سك النقود باسمه، بإسم ولقب الشاه (الملك).
لم يُستخرج العنوان كثيرًا من لكهنؤ وعلى الرغم من أن غازي الدين حيدر شاه وخلفائه الأربعة كانوا جميعًا ملوكًا فخريين، إلا أن حكمهم أكثر شيوعًا من قبل قوم الريف باسم "نوابي" أكثر من "شاهي".

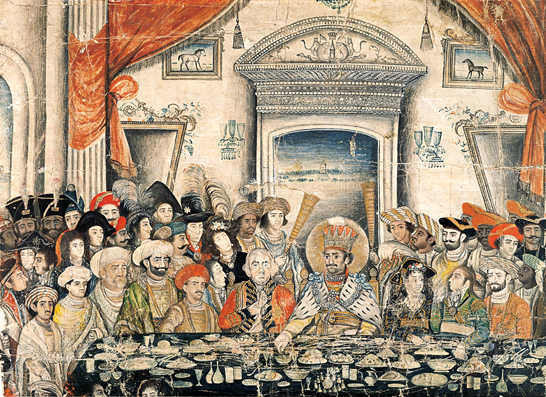
لوحة يتوسطها غازي الدين حيدر

## الفنون والثقافة
شيد غازي الدين حيدر شاه العديد من المعالم الأثرية في لكهنؤ. قام ببناء قصر جهتر منزل وأضاف مبارك منزل وشاه منزل في مجمع موتي محل لمشاهدة أفضل لمقاتلات الحيوانات. كما شيد مقابر والديه علي خان ومشير زادي بيجوم. وتشييد عمل آخر هو إمامبارا شاه النجف عام 1816، ضريحه على ضفة نهر جومتي، هو نسخة من ضريح الامام علي في العراق مدينة النجف. بالإضافة اليه دفنت هناك زوجاته الثلاث، سرفراز محل ومبارك محل وممتاز محل.

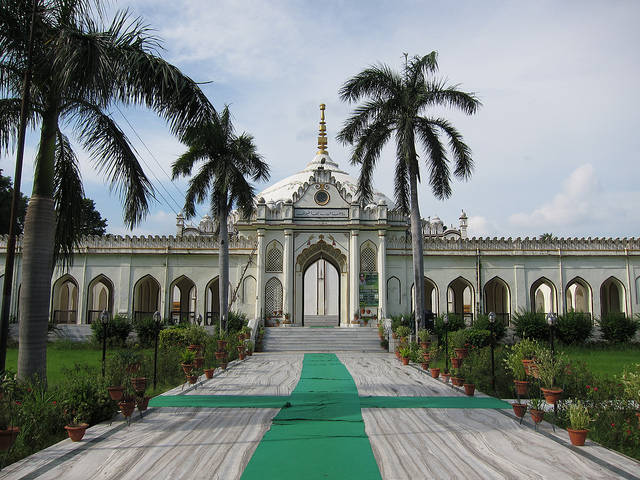
امامبارا شاه النجف في لكهنؤ

## سك العملة
بعد إعلان نفسه ملكًا، أصدر غازي الدين حيدر شاه عملات معدنية باسمه بدلاً من الإمبراطور المغولي شاه عالم الثاني من عام 1234 هـ (1818م) كانت عملاته المعدنية مختلفة تمامًا عن أسلافه .
كانت أهم ميزة في عملته المعدنية هي إدخال شعار النبالة الخاص به على ظهر العملة، ويتألف من سمكتين تواجهان بعضهما البعض ونمران يحمل كل منهما بنونًا للدعم وخنجر صغير يعلوه تاج يرمز  الملك.

علم نواب أوده الذي تم تقديمه خلال حكم غازي الدين حيدر

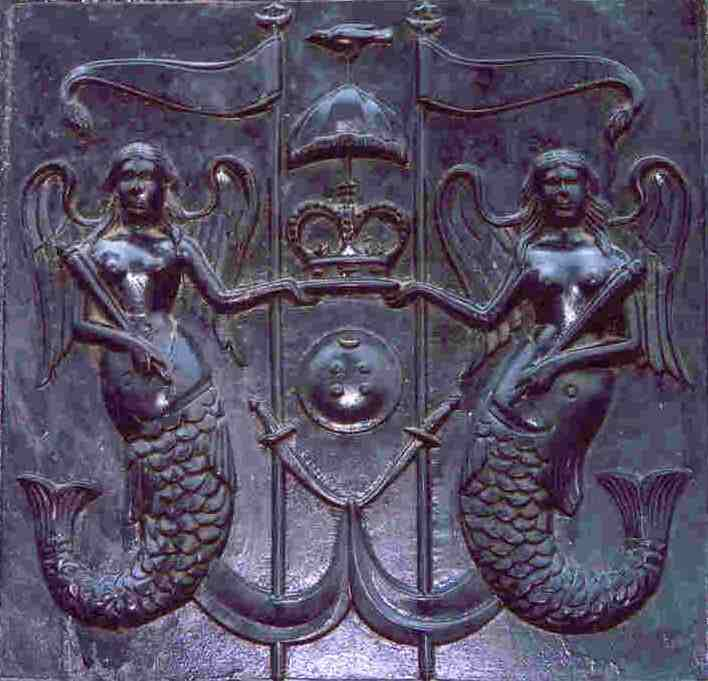
الشعار المدخل في عهد غازي الدين (1814-1827).

## مماته
توفي في قصر فرحات بخش في العاصمة لكهنؤ بتاريخ 19 تشرين الأول 1827 ميلادية. وخلفه ابنه ناصر الدين حيدر بعد وفاته.

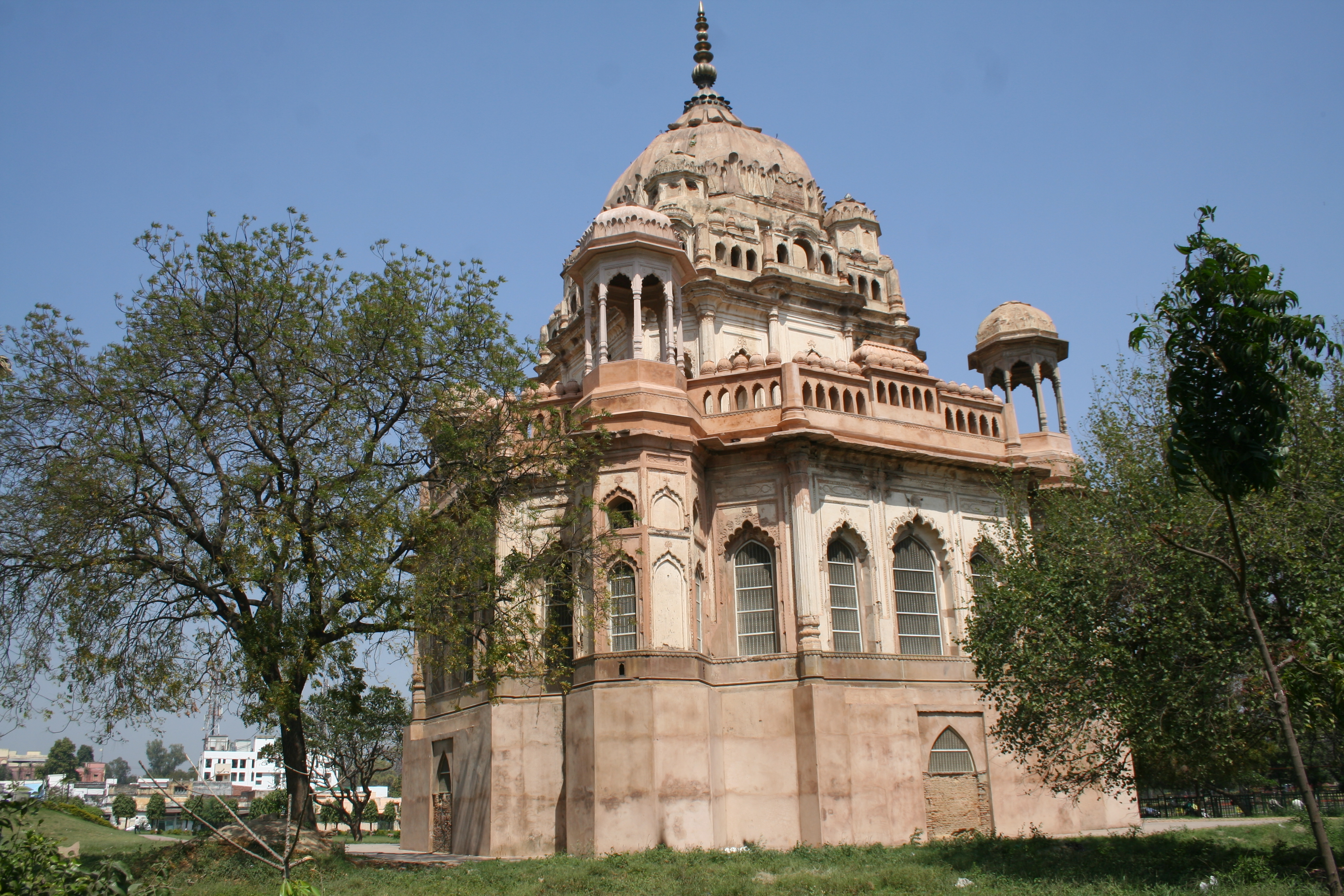
قبر مشيرزادي

## انظر ايضًا
- دولة أوده
- نواب أوده
- قائمة السلالات الحاكمة الإسلامية الشيعية